# Rudolf Kos
Rudolf Kos (12 aprile 1910 – 11 febbraio 1977) è stato un calciatore cecoslovacco, di ruolo difensore.

## Carriera

### Nazionale
Esordisce il 6 settembre 1935 contro la Jugoslavia (0-0). È convocato in Nazionale una seconda e ultima volta nel 1937, in un match amichevole contro la Lettonia (4-0).